# 2013-as Türkvíziós Dalfesztivál
A 2013-as Türkvíziós Dalfesztivál volt az első Türkvíziós Dalfesztivál, melynek a törökországi Eskişehir adott otthont. A pontos helyszín az Anadolu Egyetem BESYO Sportcsarnok volt. Egy elődöntőt és egy döntőt rendeztek, az elődöntőre 2013. december 19-én, a döntőre pedig december 21-én került sor. A verseny az Eurovíziós Dalfesztiválhoz hasonló, annyi eltéréssel, hogy itt azok az országok, régiók vesznek részt, ahol számottevő a török népesség.

## A helyszín és a verseny
A verseny pontos helyszíne a törökországi Eskişehirben található Anadolu Egyetem BESYO Sportcsarnok volt.
| Törökország Eskişehir |

A verseny formátuma az Eurovíziós Dalfesztiválhoz hasonló, csak itt egy elődöntőt és egy döntőt rendeznek (eredetileg két elődöntőt rendeztek volna). Az elődöntőből tizenkét dal jutott tovább a döntőbe, ahol a szakmai zsűri szavazatai alakították ki a végeredményt.
A verseny logója egy madarat ábrázol, melynek körvonalai összekapcsolódnak a TürkVizyon-felirattal. Ezalatt a rendező város és az évszám, illetve a verseny neve olvasható törökül (Türk Dünyası Türkvizyon Şarkı Yarışması).

## A résztvevők

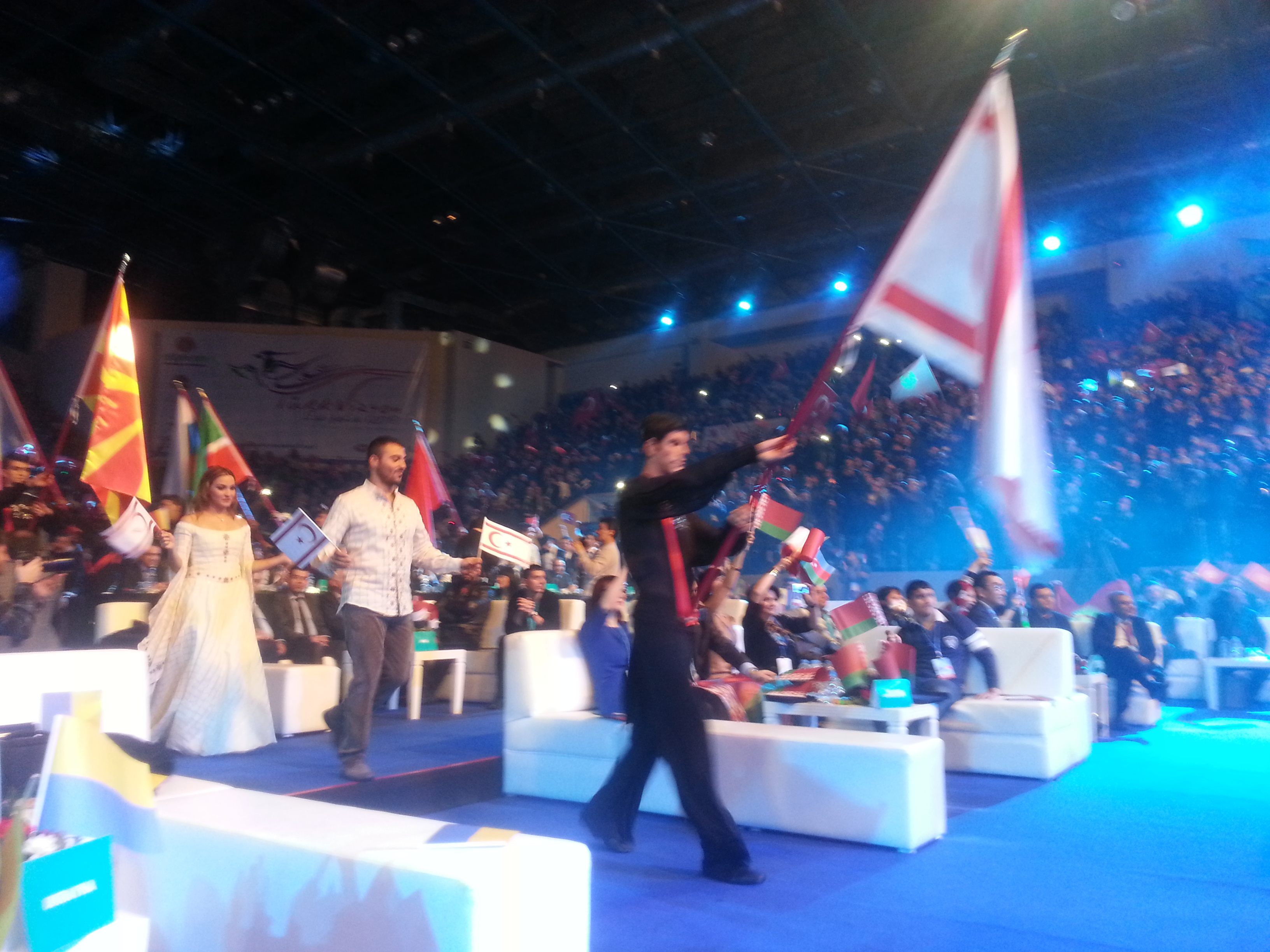
Az észak-ciprusi versenyzők bevonulása

Az első verseny mezőnyét huszonöt ország és régió alkotta, a következőek: az Altaj köztársaság, Azerbajdzsán, Baskíria, Bosznia-Hercegovina, Észak-Ciprus, Fehéroroszország, Gagauzia, Grúzia, Hakaszföld, Irak, Jakutföld, Kabard- és Balkárföld, Karacsáj- és Cserkeszföld, Kazahsztán, a Kemerovói terület, Kirgizisztán, a Krími Autonóm Köztársaság, Koszovó, Macedónia, Románia, Tatárföld, Törökország, Tuva, Ukrajna és Üzbegisztán.
Eredetileg Csuvasföld, a Hszincsiang-Ujgur Autonóm Terület, Oroszország és Türkmenisztán is részt vett volna, de mégsem indultak, habár Oroszországnak már az indulója is megvolt: Sajlьk Ommun képviselte volna őket, de ehelyett Tuvát képviselte.
Kabard- és Balkárföld és Karacsáj- és Cserkeszföld közös indulót küldött a versenyre.

## A szavazás

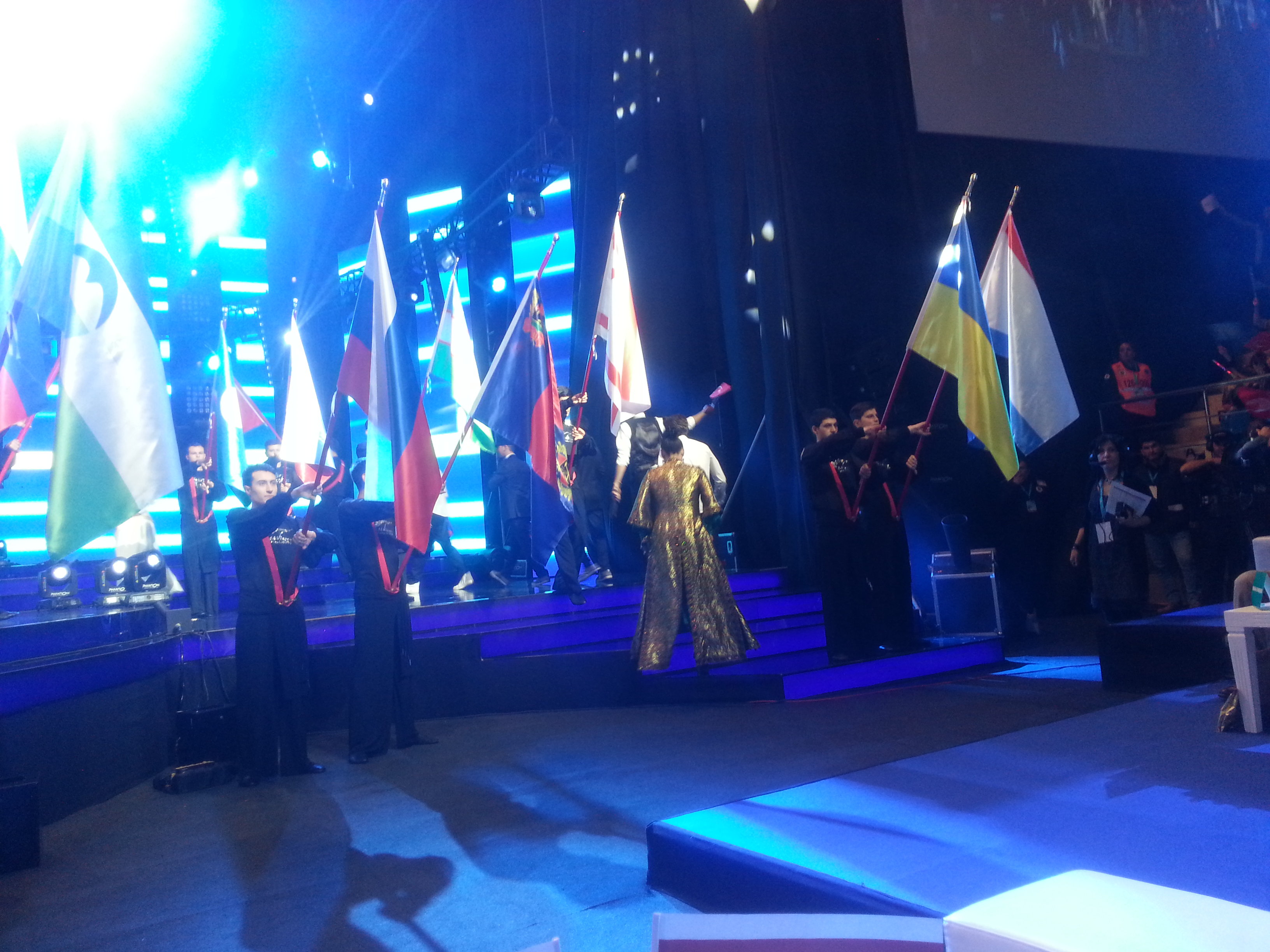
A döntősök és zászlóvivőik bevonulása

A szavazási rendszerről nincs pontos információ, a műsorvezetők a műsor végén jelentették be a döntős országok pontszámait: először a házigazda Törökország vezetett, de később Fehéroroszország átvette a vezetést, ezután viszont megelőzte őket Azerbajdzsán, aki ezután végig megőrizve előnyét megnyerte a versenyt.
Ezzel a kaukázusi ország és Fərid Həsənov Yaşa című dala lett a Türkvíziós Dalfesztivál első győztese.
Ez volt az első verseny, ahol a részletes pontszámok és az elődöntő helyezései nem kerültek nyilvánosságra.

## Elődöntő
Az elődöntőt 2013. december 19-én rendezték huszonöt ország és régió részvételével. A végeredményt a szakmai zsűri szavazatai alakították ki. Tizenkét dal jutott tovább a döntőbe.
A részletes eredményeket nem hozták nyilvánosságra.
| #  | Ország                    | Nyelv           | Előadó                             | Dal                   | Magyar fordítás          | Eredmény     |
| -- | ------------------------- | --------------- | ---------------------------------- | --------------------- | ------------------------ | ------------ |
| 01 | Altaj köztársaság         | altaji          | Artyur Marluzsokov                 | Altajьm menin         | Az én Altajom            | Továbbjutott |
| 02 | Azerbajdzsán              | azeri           | Fərid Həsənov                      | Yaşa                  | Élni                     | Továbbjutott |
| 03 | Baskíria                  | baskír          | Diyana Işniyazova                  | Quraj çarkәsә         | A kuraj dala             | Kiesett      |
| 04 | Fehéroroszország          | török           | Gunesh                             | Son hatıralar         | Az utolsó emlékek        | Továbbjutott |
| 05 | Bosznia-Hercegovina       | bosnyák         | Emir & Frozen Camels és Mirza      | Ters bosanka          | Szomorú bosnyák lány     | Továbbjutott |
| 06 | Gagauzia                  | gagauz, ukrán   | Lüdmila Tukan                      | Vernis lübov          | Gyere, szerelem!         | Kiesett      |
| 07 | Grúzia                    | azeri           | Eynar Balakişiyev és Afik Novruzov | Qəlbini saf tut       | Tartsd tisztán a szíved! | Kiesett      |
| 08 | Hakaszföld                | hakasz          | Vlagyimir Dorzsu                   | Tus çirinde           | Álom                     | Kiesett      |
| 09 | Irak                      | iraki türkmén   | Ahmed Duzlu                        | Kerkük’ten yola çıkak | Kirkukból indulva        | Kiesett      |
| 10 | Karacsáj–Balkár[a]        | karacsáj-balkár | Eldar Zsanyikajev                  | Adamdı bizni atıbız   | Az ő neve Ádám           | Kiesett      |
| 11 | Kazahsztán                | kazak           | Rin’go                             | Birlikpen alǵa        | Egységben előre          | Továbbjutott |
| 12 | Kemerovói terület         | sór             | Çıltıs Tannagaşeva                 | Şoriya’nın ünü        | Sórija hangja            | Kiesett      |
| 13 | Kirgizisztán              | kirgiz          | Çoro                               | Kaygırba              | Ne aggódj!               | Továbbjutott |
| 14 | Krími Autonóm Köztársaság | krími tatár     | Elvira Sarıhalil                   | Dağların elları       | Hegyi utak               | Kiesett      |
| 15 | Koszovó                   | török           | Ergin Karahasan                    | Şu Prizren            | Az a Prizren             | Továbbjutott |
| 16 | Észak-Ciprus              | török           | Gommalar                           | Havalanıyor           | Felemelkedni             | Továbbjutott |
| 17 | Macedónia                 | török           | İkay Yusuf                         | Düşlerde yaşamak      | Élni az álmokban         | Kiesett      |
| 18 | Üzbegisztán               | üzbég           | Nilufar Usmonova                   | Unutgin               | Felejts el!              | Továbbjutott |
| 19 | Románia                   | török           | Cengiz Erhan Cutluacai             | Ay ak şatır           | A Hold fehér vonala      | Kiesett      |
| 20 | Jakutföld                 | szaha           | Olga Spiridonova                   | Ko‘tu‘tu‘o‘m          | Repülni                  | Kiesett      |
| 21 | Tatárföld                 | tatár           | Alinä Şäripcanova                  | Üpkälämim             | Nem sértődtem meg        | Továbbjutott |
| 22 | Tuva                      | tuvai           | Szajlik Ommun                      | Cavьdak               | Nyereg nélkül            | Kiesett      |
| 23 | Törökország               | török           | Manevra                            | Sen, ben, biz         | Te, én, mi               | Továbbjutott |
| 24 | Ukrajna                   | török           | Fazile Ìbraimova                   | Elmalım               | Az almám                 | Továbbjutott |

1.↑ a: Kabard- és Balkárföld, illetve Karacsáj- és Cserkeszföld minden évben közös indulót nevez a versenyre.

## Döntő
A döntőt 2013. december 21-én rendezték tizenkét ország és régió részvételével. A végeredményt a szakmai zsűri szavazatai alakították ki.
| #  | Ország              | Nyelv   | Előadó                        | Dal            | Magyar fordítás      | Helyezés | Pontszám |
| -- | ------------------- | ------- | ----------------------------- | -------------- | -------------------- | -------- | -------- |
| 01 | Törökország         | török   | Manevra                       | Sen, ben, biz  | Te, én, mi           | 6.       | 187      |
| 02 | Fehéroroszország    | török   | Gunesh                        | Son hatıralar  | Az utolsó emlékek    | 2.       | 205      |
| 03 | Koszovó             | török   | Ergin Karahasan               | Şu Prizren     | Az a Prizren         | 12.      | 151      |
| 04 | Kazahsztán          | kazak   | Rin’go                        | Birlikpen alǵa | Egységben előre      | 9.       | 178      |
| 05 | Bosznia-Hercegovina | bosnyák | Emir & Frozen Camels és Mirza | Ters bosanka   | Szomorú bosnyák lány | 6.       | 187      |
| 06 | Tatárföld           | tatár   | Alinä Şäripcanova             | Üpkälämim      | Nem sértődtem meg    | 4.       | 192      |
| 07 | Ukrajna             | török   | Fazile Ìbraimova              | Elmalım        | Az almám             | 3.       | 200      |
| 08 | Altaj köztársaság   | altaji  | Artyur Marluzsokov            | Altajьm menin  | Az én Altajom        | 5.       | 189      |
| 09 | Azerbajdzsán        | azeri   | Fərid Həsənov                 | Yaşa           | Élni                 | 1.       | 210      |
| 10 | Észak-Ciprus        | török   | Gommalar                      | Havalanıyor    | Felemelkedni         | 10.      | 175      |
| 11 | Kirgizisztán        | kirgiz  | Çoro                          | Kaygırba       | Ne aggódj!           | 8.       | 183      |
| 12 | Üzbegisztán         | üzbég   | Nilufar Usmonova              | Unutgin        | Felejts el!          | 11.      | 173      |

## Térkép

A döntő résztvevői
Az elődöntőben kiesett országok és régiók

## Közvetítés

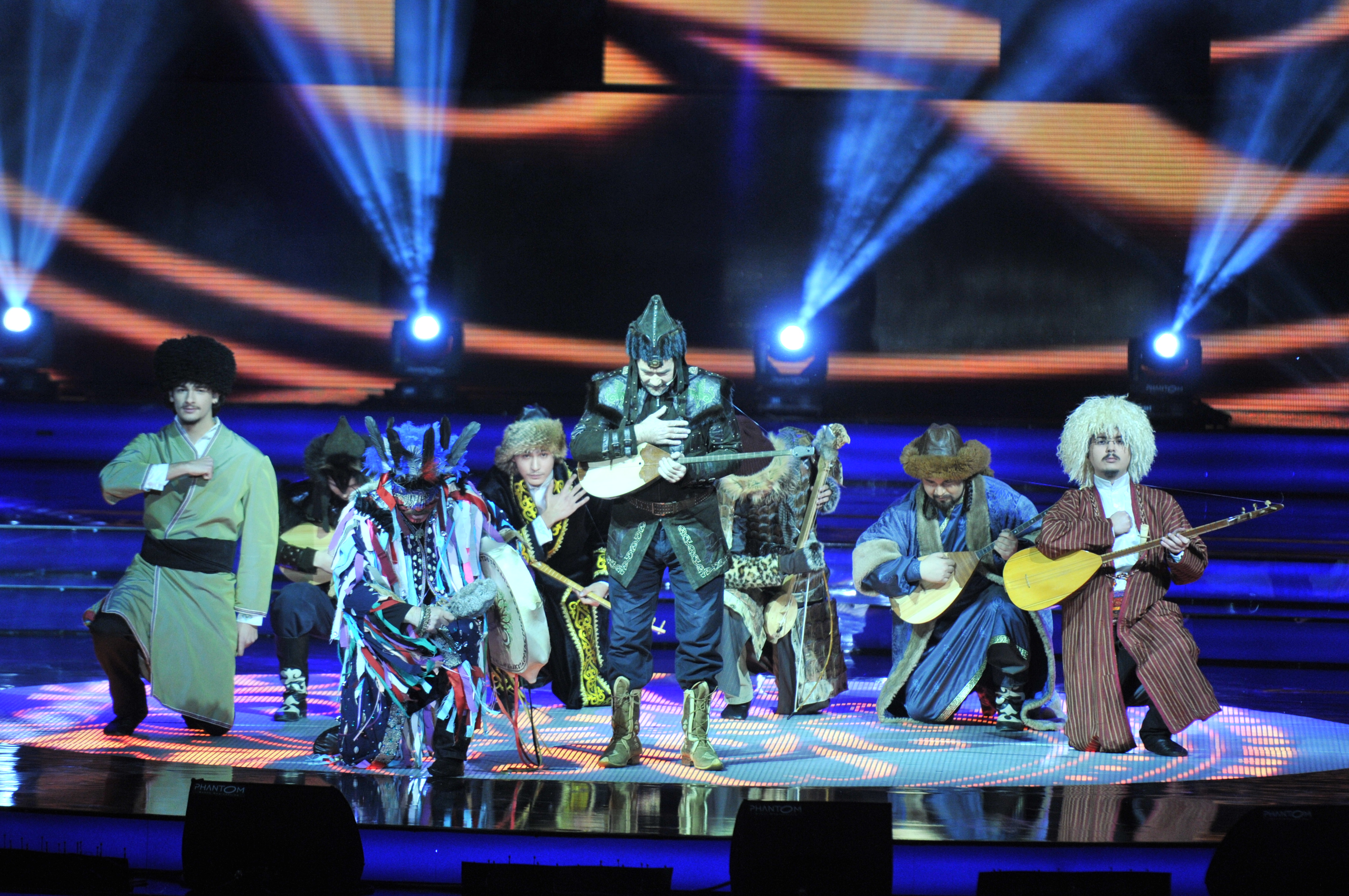
Az elődöntő meghívott előadója, Arslanbek Sultanbekov

A résztvevőkön kívül Bulgária és Oroszország nézői is láthatták a műsort. Az alábbi műsorsugárzók erősítették meg, hogy közvetítették a versenyt:
| - STRC “Altai Mountains” - ATV Azerbaijan - Kuray Television - Hayat TV - Bengü Türk (döntő) - GENC Television | - GRT Television - Kumeo Kartlia Television - Adam Media Group - Piramida Television - RTK - Crimea Public Radio and Television | - MRT 2 - TMV Television - Alpha TV Media - Maydan Television - TRT Müzik, Kral TV |